# Kaspar von Preysing

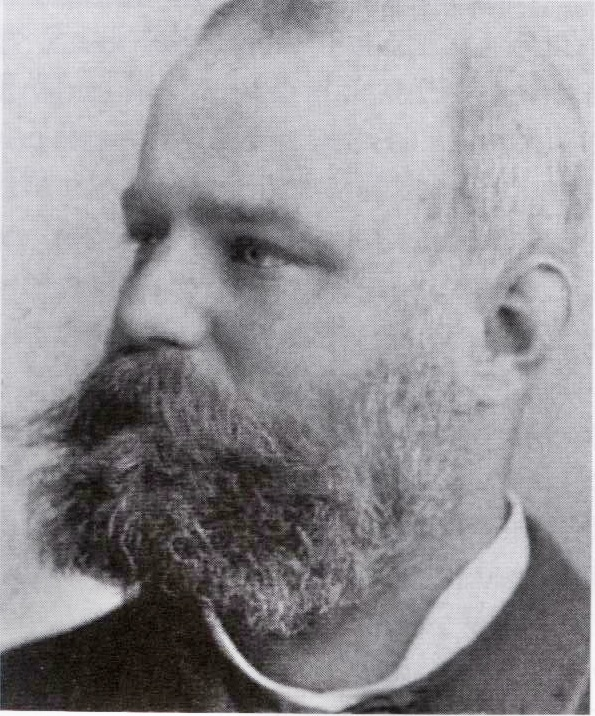
Kaspar von Preysing

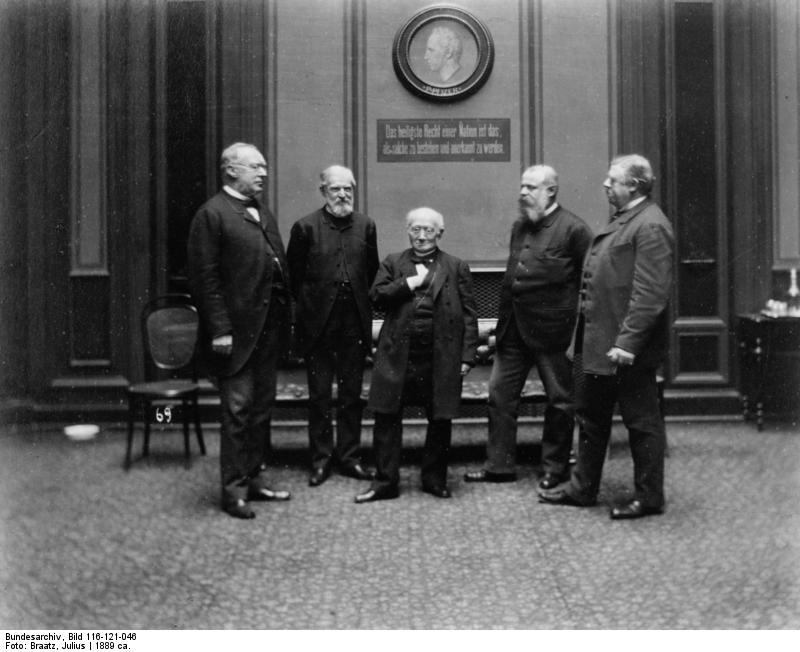
Kaspar von Preysing (2. von rechts) mit Ludwig Windthorst (Mitte) und anderen Zentrumsabgeordneten, 1889

Johann Kaspar Anton Maria Georg Gebhard von Preysing-Lichtenegg-Moos (* 8. April 1844 in Moos; † 4. August 1897 in Kronwinkl) war Fideikommissbesitzer und Mitglied des Deutschen Reichstags.

## Leben
Er wurde als Sohn von Maximilian Graf von Preysing (1810–1881) und seiner Ehefrau Anna von Waldburg-Zeil (1821–1849) geboren. Der Bruder seiner Mutter war der bekannte Jesuit und Prediger Georg Ferdinand von Waldburg-Zeil (1823–1866); gleichzeitig war sie eine Cousine des Mainzer Bischofs Wilhelm Emmanuel von Ketteler (1811–1877).
Kaspar von Preysing lebte als Fideikommissbesitzer auf Schloss Kronwinkl bei Landshut. Er machte als Premierlieutenant des I. Bayerischen Kürassierregiments und Regimentsadjutant den Krieg gegen Preußen 1866 mit und als Ordonnanzoffizier im Corps-Stab des Bayerischen Armee-Corps den Krieg gegen Frankreich 1870/71. Seinen Abschied aus der Armee erhielt er als Rittmeister.
Preysing war Königlich Bayerischer Kämmerer und Ritter des Bayerischen Hausritterordens vom Hl. Georg. 1876 heiratete er Hedwig Maria Ida von Walterskirchen, mit der er 11 Kinder hatte. Drei Söhne wurden Priester, einer davon war der bekannte NS-Gegner Kardinal Konrad Graf von Preysing.
Von Juli 1882 bis 1890 saß Kaspar von Preysing als Angehöriger des Zentrums im Deutschen Reichstag, wo er den Wahlkreis Landshut vertrat. Er gewann 1882 eine Nachwahl für den ausgeschiedenen Abgeordneten Karl von Ow.
Sein Bruder Conrad von Preysing (1843–1903) war ebenfalls Reichstagsabgeordneter, Taufpate des späteren Kardinals und verfügte über ausgezeichnete Kontakte zum bayerischen Königshaus, in das sein Sohn sogar einheiratete.
1887 bis zu seinem Tode 1897 amtierte Kaspar von Preysing als Vorsitzender des Pferdezuchtverbandes Niederbayern.